# Burna Boy
Burna Boy, parfois surnommé Odugwu, de son vrai nom Damini Ebunoluwa Ogulu, né le 2 juillet 1991 à Port-Harcourt, est un chanteur et compositeur nigérian. Il est devenu célèbre en 2012 après avoir sorti Like to Party, le single principal de son premier album studio LIFE (2013). Ses albums et singles s'enchaînent ensuite. En 2017, Burna Boy a signé avec Bad Habit / Atlantic Records aux États-Unis et Warner Music Group au niveau international. Son troisième album studio Outside (2018) a marqué ses débuts sur un grand label. En 2019, il a remporté le prix du meilleur artiste international aux BET Awards 2019. Son quatrième album studio, African Giant, est sorti en juillet 2019, le cinquième, Twice as Tall, en 2020. Il sort son sixième album, Love Damini, en juillet 2022. Son septième album, I Told Them… sort en 2023. En 2025, il devient le premier artiste africain non francophone à remplir seul le Stade de France. Le 11 juillet 2025, il publie son huitième album studio, No Sign of Weakness.

## Biographie
Damini Ogulu est né le 2 juillet 1991 à Port Harcourt, au Nigéria,. Son père dirigeait une entreprise de soudure et sa mère travaillait comme traductrice. Son grand-père Benson Idonije dirigeait autrefois Fela Kuti. Ogulu a grandi dans le sud du Nigeria et a commencé à faire ses propres rythmes en utilisant FruityLoops. Il a effectué ses études secondaires près de Lagos et s'est déplacé à Londres pour les poursuivre,.
Burna Boy décrit sa musique comme de l'afro-fusion, un genre qui mélange Afrobeat, riddims dancehall, reggae, rap américain et R&B,.

### 2012–2015:LIFEetOn a Spaceship
Aristokrat Records a sorti le premier album studio de Burna Boy LIFE le 12 août 2013. Il fait suite à sa deuxième mixtape, Burn Identity, sorti en 2011. LIFE s'est vendu à 40 000 exemplaires le premier jour de sa sortie. Aristokrat Records a ensuite vendu les droits de commercialisation de l'album à Uba Pacific pour 10 millions d'euros. La sortie de l'album a été précédée de cinq singles: Like to Party, Tonight, Always Love You, Run My Race et Yawa Dey.
LIFE incorpore des prestations d'artistes invités tels que Olamide, ou Wizkid. Nigeria Entertainment Today a classé l'album 10e sur leur liste des 12 meilleurs albums de 2013. La musique de LIFE s'inspire fortement de la musique de Fela Kuti, King Sunny Ade et Bob Marley. L'album a reçu des critiques généralement positives des critiques. Il a été nommé pour le meilleur album de l'année aux Nigeria Entertainment Awards 2014. En août 2013, LIFE a culminé au 7e rang du palmarès Billboard Reggae Albums.
En 2014, Burna Boy s'est séparé des disques d'Aristokrat. En 2015, il a créé sa propre maison de disques appelée Spaceship Entertainment. Il a sorti son deuxième album On a Spaceship le 25 novembre 2015. En septembre 2016, il a sorti l'EP Redemption; avec 7 pistes. Son premier single Pree Me a fait ses débuts sur Noisey,.

### 2018-2022:Outside,African Giant,Twice as TalletLove, Damini
En janvier 2018, Burna Boy figurait sur Sunshine Riptide, un morceau du septième album studio de Fall Out Boy. Il a sorti son troisième album studio Outside le 26 janvier 2018. Décrit comme une mixtape, Outside se compose principalement d'afrobeats, dancehall, reggae et road rap. Il incorpore des prestations de musiciens anglais invités, tels que Lily Allen, ou encore Mabel. L'album a reçu un bon accueil de la critique et a été classé par Pulse Nigeria et Nigerian Entertainment Today comme le meilleur album nigérian de 2018. Il a gagné l'album de l'année au 2018 Entertainment Awards Nigeria. En février 2018, En dehors de ses débuts au numéro 3 sur le Billboard Reggae tableau des albums. le plus grand single "Ye" de l'album, a fini au sommet de la plus liste de fin d'année des publications nigérianes comme la plus grande chanson de 2018,.
Le 3 janvier 2019, il a été annoncé aux côtés de M. Eazi comme l'un des artistes du Festival de musique et d'arts de Coachella Valley 2019. Il a remporté quatre prix au Soundcity MVP Awards Festival, y compris l'artiste africain de l'année, le choix de l'auditeur et le meilleur MVP masculin. Le 21 mars 2019, Burna Boy a sorti un EP collaboratif à 4 pistes avec le duo électronique DJDS basé à Los Angeles, intitulé Steel & Copper.
Le 24 juin 2019, Burna Boy a remporté le prix du meilleur acte international aux BET Awards 2019. En juillet 2019, Burna Boy a été annoncé comme le prochain artiste d'Apple Music. Son inclusion dans le programme était accompagnée d'une interview et d'un court documentaire. Il a enregistré Ja Ara E (Yoruba : « sage » ou « utiliser votre tête») pour  l'album The Lion King: The Gift de Beyoncé,.
Le quatrième album studio de Burna Boy, African Giant, sort le 26 juillet 2019. Il a commencé à enregistrer l'album en 2018. Il a déclaré au magazine Billboard que l'album était son album le plus personnel à ce jour. Il a d'abord révélé son intention de sortir l'album en avril 2019 lors d’une séance d'écoute privée à Los Angeles. Des vidéos de cette session d'écoute ont été partagées sur les réseaux sociaux. African Giant a été initialement annoncé comme un album de 16 pistes. Afin de promouvoir l'album, Burna Boy a organisé une tournée titrée « African Giant Returns ». Il a enregistré également My money my Baby pour la bande originale du film Queen and Slim. Le titre contient un échantillon de la chanson de Fela Kuti de 1972, Shakara.
En 2020, son nouvel album, Twice as Tall, est produit par Sean Combs. Burna Boy met le continent africain au cœur de ses préoccupations. L'artiste sénégalais Youssou N’Dour chante d'ailleurs sur le titre introductif, Level Up. Burna Boy s’associe aussi avec le groupe américain Naughty by Nature sur le titre éponyme, avec le chanteur de pop anglais Chris Martin, pour une ballade militante dénonçant la colonisation, Monsters You Made, avec le groupe kenyan Sauti Sol sur le titre Time Flies, ou encore avec Stormzy sur l'avant-dernier titre, Real Life. Sa musique est une synthèse de la musique urbaine, mais elle rend surtout hommage à la culture africaine en évoquant les discours de Fela Kuti (et en faisant entendre le saxo sur plusieurs titres) ou de la dramaturge ghanéenne Ama Ata Aidoo,.
En mars 2021, Burna Boy, a remporté un grammy awards dans la catégorie Meilleur album musical mondial.
Le 7 juillet 2022, Burna Boy sort son sixième album studio intitulé Love, Damini.
En février 2023, il gagne le prix d'artiste africain de l’année au Soundcity MVP Awards 2023,. La même année, il sort son septième album studio, I Told Them…
En 2024, il est nommé pour les Grammy Awards 2024.
Le 18 avril 2025, il devient le premier artiste africain à remplir seul la scène de l’enceinte de 80 000 places du Stade de France. il convie sur scène le chanteur Youssou N’Dour, le rappeur londonien Dave, le chanteur haïtien Joé Dwèt Filé, le rappeur Werenoi, ou encore Dajdu.
Le 11 juillet 2025, il sort son huitième album studio intitulé No Sign of Weakness, sur lequel on retrouve des collaborations avec Mick Jagger, Stromae et Travis Scott. L’album mêle des sons d’afrobeats, de rock et de house.

## Discographie

### Albums studio
- 2013 - L.I.F.E. (Leaving an Impact For Eternity)
- 2015 - On a Spaceship
- 2016 - Redemption (Ep)
- 2018 - Outside
- 2019 - African Giant
- 2020 - Twice as Tall
- 2022 - Love, Damini
- 2023 - I Told Them…
- 2025 - No Sign of Weakness

### Singles
- Ye (2018)
- On The Low (2018)
- Gbona (2018)
- Anybody (2019)
- Be Honest (Jorja Smith feat. Burna Boy) (2019)
- Another Story (M.Anifest)(2019)
- Omo (2019)
- Money Play (2019)
- Ja Ara E (starring Beyoncé) (2019)
- Wonderful (2020)
- Odogwu (2020)
- Secret (Jeremih & Serani) (2020)
- Monsters You Made (2020)
- Real Life (Stormzy) (2020)
- Way Too Big (2020)
- Jerusalema Remix (Master KG & Nomcebo) (2020)
- 20 10 20 (2020)
- Onyeka (2021)
- Rotate, (Avec. Becky G) (2021)
- 23 (2021)
- Kilometre (2021)
- Question (feat. Don Jazzy) (2021)
- "Last last (2022)  Platine[31]
- We Pray (Coldplay feat. Burna Boy, Little Simz, Elyanna et Tini) (2024)
- TaTaTa (feat. Travis Scott) (2025)
- Pardon (feat. Stromae) (2025)

## Distinctions
| Année | Organisateur(s)                 | Prix                               | Résultat |
| ----- | ------------------------------- | ---------------------------------- | -------- |
| 2021  | 63e cérémonie des Grammy Awards | Meilleur album de musique du monde | Lauréat  |